# Jana Martynowa
Jana Walerjewna Martynowa (ros. Яна Валерьевна Мартынова; ur. 3 lutego 1988 w Kazaniu) – rosyjska pływaczka, specjalizująca się głównie w stylu zmiennym i motylkowym.
Srebrna medalistka Mistrzostw Świata z Melbourne w pływaniu na dystansie 400 m stylem zmiennym oraz brązowa medalistka Mistrzostw Europy z Eindhoven na tym samym dystansie.
Uczestniczka Igrzysk Olimpijskich z Aten (21. miejsce na 400 m stylem zmiennym), Pekinu (7. miejsce na 400 m stylem zmiennym i 25. miejsce na 200 m stylem motylkowym) oraz Londynu (24. miejsce na 400 m stylem zmiennym).
Córka piłkarza i rekordzisty pod względem rozegranych meczów w klubie Rubin Kazań - Walerija Martynowa.